# Вултури (Јаши)
Вултури (рум. Vulturi) насеље је у Румунији у округу Јаши у општини Поприкани. Oпштина се налази на надморској висини од 65 m.

## Становништво
Према подацима из 2002. године у насељу је живело 888 становника, од којих су сви румунске националности.